# Штомпелівська сільська рада
Штомпелівська сільська рада — колишній орган місцевого самоврядування у Хорольському районі Полтавської області з центром у c. Штомпелівка.
Населення — 1993 особи.

## Населені пункти
Сільраді були підпорядковані населені пункти:
- c. Штомпелівка
- с. Бочки
- с. Ванжина Долина
- с. Варварівка
- с. Ковтуни
- с. Коломійцеве Озеро
- с. Лісянщина
- с. Лобкова Балка
- с. Наталівка
- с. Ставки
- с. Шарківщина